# Wilhelm Caspar Wegely
Wilhelm Caspar Wegely (* 15. November 1714 in Berlin; † 14. September 1764 ebenda) war ein Berliner Unternehmer und begründete im Jahre 1751 die erste Berliner Porzellanmanufaktur. Teile davon übernahm Johann Ernst Gotzkowsky 1761 für seine Manufaktur, die spätere Königliche Porzellan-Manufaktur Berlin.

## Leben

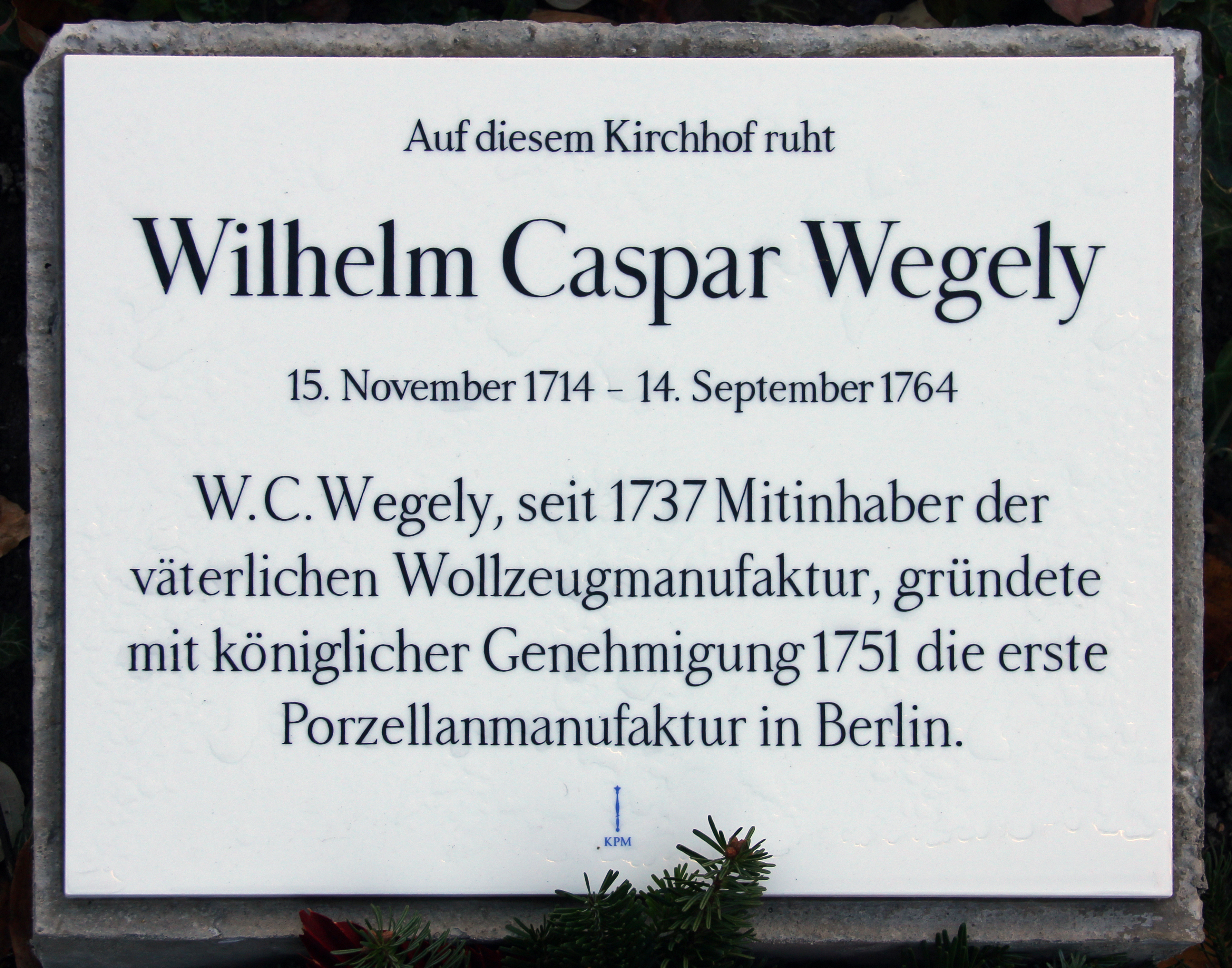
Gedenktafel, Klosterstraße 67, in Berlin-Mitte

Wilhelm Caspar Wegely, aus einer jahrhundertealten Schweizer Patrizierfamilie stammend, war zunächst ab 1737 – neben seinem Bruder Andreas Daniel Wegely – Mitinhaber der größten Wollzeugmanufaktur Berlins, die sein Vater Johann Georg Wegely gegründet hatte. Er erhoffte sich jedoch von der Porzellan-Herstellung (weißes Gold) noch größere wirtschaftliche Erfolge. Er wandte sich deshalb mit einer Petition an Friedrich den Großen und bat um Unterstützung, da er mit einer neuen Fabrik viele Arbeitsplätze schaffen würde. Der König entsprach dem Anliegen und schenkte ihm zur Errichtung einer Porzellanmanufaktur das ehemalige Kommandantenhaus mit Gelände in der Straße Hinter den Baraquen oder Casernen (später Neue Friedrichstraße 22–23, beim Bau des Fernsehturms entfallen). Christian August Naumann errichtete dort ein neues Manufakturhaus.  Daraufhin eröffnete Wegely 1751 die erste Porzellanmanufaktur in Berlin. Es gelang ihm anfangs, einige Mitarbeiter der Höchster Porzellanmanufaktur und später auch einige Handwerker der Manufaktur Meißen zu gewinnen. Künstlerische Akzente setzten der Modelleur Ernst Heinrich Reichard sowie die Miniaturmaler Isaak Jakob Clauce und Friedrich Roth. Mit dem Verkauf der Produkte wurde 1753 begonnen. Nach Ausbruch des Siebenjährigen Krieges geriet die Manufaktur in wirtschaftliche Schwierigkeiten. Friedrich der Große hatte Sachsen besetzt und die Meißener Porzellanmanufaktur beschlagnahmt, woraufhin sein Interesse an der Wegelyschen Manufaktur schwand. Die Produktion musste 1757 eingestellt werden. 1780 verkauften Wegelys Söhne das Manufakturgebäude. Wegelys Grabstätte befindet sich auf dem Kirchhof der Parochialkirche (Berlin).

## Familie
Wilhelm Caspar Wegely heiratete 1735 in Magdeburg Jacobina Sandrart, die Tochter des Fabrikanten Georg Sandrart. Er hatte die Söhne Carl Jacob (1745-nach 1791) und Johann Georg (1748-nach 1833), die nach seinem Tod von 1764 bis in die 1790er die Leitung der Berliner Wollzeugfabrik übernahmen.

## Produkte
Wegen Schwierigkeiten bei der Zusammensetzung der Porzellanmasse erreichten die Erzeugnisse der Wegelyschen Manufaktur zunächst nicht die Qualität des Meißener Porzellans, obwohl Kaolin aus Sachsen verwendet wurde und der Scherben dadurch eine rein weiße Farbe besaß. Das Reliefdekor wirkt zuweilen ein wenig grob. Die Blumenmalerei ist hingegen reicher als bei vergleichbarem Geschirr und wird in leuchtenden Farben ausgeführt.
Einzelstücke aus Wegelyscher Produktion befinden sich unter anderem im Kunstgewerbemuseum Berlin (Schloss Köpenick) und im Belvedere (Charlottenburg).
Porzellan aus der Produktion Wegelys ist heute sehr selten und besitzt einen hohen Sammlerwert.

## Die Marke
Die Manufaktur Wegely verwendete als Marke ein blaues W in Unterglasur.

## Ehrungen
Der Standort der heutigen Königlichen Porzellan-Manufaktur Berlin liegt an der nach Wilhelm Caspar Wegely benannten Wegelystraße.